# ليلى أبو لغد
ليلى أبو لغد (بالإنجليزية: Lila Abu-Lughod)‏ (1952) أستاذة أمريكية من أصول فلسطينية ويهودية من جهة الأم. وهي مختصة بدراسات الأنثروبولوجيا والدراسات النسوية وهي ابنة المفكر الفلسطيني إبراهيم أبو لغد وعالمة الاجتماع جانيت أبو لغد. تعمل ليلى حاليًا أستاذة في علم الأنثروبولوجيا ودراسات المرأة والنوع الاجتماعي في جامعة كولومبيا.

## حياتها
ولدت ليلى عام 1952 لأب فلسطيني وأم أمريكية من أصول يهوديّة، درست في الولايات المتحدة وتخرجت في جامعة كارلتون عام 1974, وحصلت على شهادة الدكتوراة من جامعة هارفارد عام 1984، كما منحت درجة الدكتوراة الفخرية عام 2006 من جامعة كارلتون.

## عملها
شغلت ليلى أبو لغد مناصب أكاديمية في جامعة برينستون وجامعة نيويورك وذاع صيتها في بداية مسيرتها الأكاديمية لأبحاثها التي أجرتها على البدو من قبيلة أولاد علي في مصر. وقد ركز عملها على ثلاثة جوانب أساسية هي: العلاقة بين الأشكال الثقافية والسلطة، وسياسة المعرفة والتمثيل، وديناميكيات النوع الاجتماعي ومسألة حقوق المرأة في الشرق الأوسط.
ألقت ليلى في العام 2001 محاضرة لويس هنري في جامعة روشستر والتي تعدّ أهمّ سلسلة محاضرات سنوية في مجال الأنثروبولوجيا في العالم.

## هل تحتاج المرأة المسلمة إلى إنقاذ؟
أسهمت ليلى أبو لغد في النقاشات الدائرة حول صورة المرأة المسلمة في المجتمع خاصة في سياقات ما بعد هجمات الحادي عشر من أيلول وما أثارته من نقاشات حول الشرق الأوسط والإسلام وحقوق المرأة، وتتناول أبو لغد بالتحديد تلك الأفكار الغربية التي تتعلق بالمرأة المسلمة «المضطهدة» وضرورة إنقاذها وتبحث في مدى صحة هذه الأفكار وسلامتها. وتخلص أبو لغد إلى أنّ المرأة المسلمة، كغيرها من النساء من أديان وثقافات أخرى، تحتاج إلى التعامل معها ضمن سياقات تاريخية واجتماعية وأيديولوجية صحيحة، وترى أنّ «إنقاذ» المرأة المسلمة ينضوي على أفكار عنصرية تصور المجتمعات المسلمة على أنّها مجتمعات متوحشة وهمجية. فليس الدين هو المسؤول عن هذه الحالة وحسب، بل إنّ الأمر فيه عوامل عديدة كالفقر والتعليم والاستبداد الحكومي والنزاعات الدولية وغيرها.
كانت كتابة ليلى أبو لغد لهذه المقالة وانخراطها في هذه النقاشات التي تبعت هجمات 11/9 كفيلة بأن تجعل العديدين يقارنون بينها وإدوارد سعيد في دراسات ما بعد الكولونيالية والاستشراق.